# 웹마스터
웹마스터(webmaster)는 웹의 주인, 웹을 자유자재로 다루는 사람이라고 할 수 있다. 웹 디자인, 개발, 유지 관리 등 전체를 책임지는 역할을 하기 때문에 전문적인 교육과정이 필요하다.

## 추세
홈페이지 작성 목표 정하기, 코딩, 서버 점검, 디자인 등을 하며 생성 후에도 내용 업데이트, 질문에 답하기 등을 해야 하기 때문에 규모가 큰 사이트일 경우 한 사람이 담당하기 어려워 웹 프로그래머, 웹 디자이너, 웹 서버 관리자 등으로 분업화가 되어 있다. 최근에는 자동화 웹 디자인 및 웹 솔루션 패키지에 의해 소수의 웹 엔지니어가 전체 웹 업무 영역을 수행해 내는 추세로 나아가고 있다.

## 뜻
초기의 웹 마스터, 웹 마스터 1세대는 웹 서버를 관리하고 프로그래밍을 하는 시스템 관리자를 의미했다. 주로 기술부분을 관리했었다. 후에 웹에 대해 전문적인 교육을 받는 사람들이 생기고, 웹 마스터의 영역이 기술 관리에서 사이트 전체 관리로 범위가 넓어지면서 웹마스터 2세대가 등장하게 된다. 웹마스터 2세대는 기존의 서버관리와 프로그래밍을 다루며 동시에 디자인 작업을 맡아서 했었다. 점차로 인터넷이 부각되고 컨텐츠에 대한 기대가 커지면서 웹을 혼자 책임지는 건 불가능해졌고 웹마스터의 영역이 분화되면서 전문화된 분야를 따로 다루는 방식으로 변했다.

## 담당 업무
웹마스터는 대개 위에 적힌 일 모두를 총괄한다. 웹사이트 제작 기술을 학습 또는 연구한 사람 (주로 HTML에 관한 지식이나 경험), 또는 프로그래밍 능력을 갖춘 보다 기술적인 사람을 지칭하는 경향이 있다. 전문적인 웹마스터는 서버를 운영하고, 웹사이트에 필요한 프로그램이나 Perl 스크립트 언어 등을 작성한다. 매우 큰 기업에서는, 회사의 고위층에서 회사의 전체적인 웹디자인과 정책을 수립하고, 필수적인 기술 자원을 배치하며, 회사의 웹사이트 디자인을 감독하는 웹마스터 팀이 있을 수 있다. 부서나 제품 차원에서, 자기 부서나 제품을 위해 웹콘텐츠와 프로그램을 조직하고 개발하는 별도의 웹마스터들이 있을 수 있다. 그 외에도, 웹디자인이나, 회사의 인트라넷을 위한 조직 및 콘텐츠를 만들기 위해 밀접하게 관련된 노력이 있을 수 있다. 
웹마스터는 호스팅업체의 서버에 사이트를 만들거나, 또는 자사의 서버에 만드는 일련의 업무를 담당한다. 완성된 웹사이트를 회사 내의 웹마스터에게 넘겨주어, 유지보수나 또는 확립된 디자인 내에 콘텐츠를 추가하는 등의 업무를 수행하게 할 수도 있다. 
그러나, 만약 웹사이트 제작 전문회사에 근무하는 경우라면, 총괄 프로듀서를 사이트의 웹마스터라고 부를 수 있다. 이 용어(또는 직업)는 명백히 그 자체가 지금도 정의되는 중이다. 